# Joyas del Aguaje
Joyas del Aguaje är en ort i Mexiko.   Den ligger i kommunen San Luis Potosí och delstaten San Luis Potosí, i den centrala delen av landet, 300 km nordväst om huvudstaden Mexico City. Joyas del Aguaje ligger 1 866 meter över havet och antalet invånare är 197.
Terrängen runt Joyas del Aguaje är platt åt nordost, men åt sydväst är den kuperad. Runt Joyas del Aguaje är det tätbefolkat, med 550 invånare per kvadratkilometer. Närmaste större samhälle är San Luis Potosí, 7,8 km nordväst om Joyas del Aguaje. Omgivningarna runt Joyas del Aguaje är i huvudsak ett öppet busklandskap.